# 司怪二
雙子座1，又名BD+23 1170，HD 41116、SAO 77915、HR 2134，是雙子座的一颗恒星，视星等为4.16，位于銀經186.99，銀緯0.72，其B1900.0坐标为赤經5h 58m 2.4s，赤緯+23° 0.72′ 8″。